# Bobby Murphy
Bobby Murphy er en amerikansk forretningsmand og milliardær, som er medgrundlægger af Snapchat.

## Biografi
Bobby Murphy blev født den 19. juli 1988 i Manila, Filippinerne, men voksede op i Berkeley, Kalifornien, USA. Han er kendt for at være med til at stifte den populære sociale medieapp Snapchat sammen med Evan Spiegel. De to grundlæggere lancerede appen, der oprindeligt blev kaldt Picaboo, i juli 2011. Snapchat er i dag en af verdens mest populære apps, især blandt unge brugere.
Murphy gik på Stanford University, hvor han var medlem af Kappa Sigma-brorskapet. I 2010 afsluttede han sin bachelorgrad i matematik og computervidenskab.

## Karriere
Før han grundlagde Snapchat, arbejdede Murphy og Spiegel sammen på et universitetsprojekt, som senere blev grundlaget for deres succesfulde virksomhed. I 2011 besluttede de at lancere Picaboo, som senere blev omdøbt til Snapchat. Appen blev hurtigt populær, især på grund af sin unikke funktion, der gør det muligt for brugere at sende billeder og videoer, der forsvinder efter at være blevet set.
I januar 2016 blev han opført som den 1.250. rigeste person i verden af Forbes med en estimeret formue på over 1,8 milliarder USD.

## Trivia
- Murphy er født i Filippinerne og hans mor, Rosie, immigrerede til USA fra Filippinerne.
- Han blev anerkendt som en af de mest populære unge iværksættere i USA, og blev også mødt af Mark Zuckerberg, som havde interesse i at købe Snapchat for 3 milliarder USD, men de to grundlæggere afviste tilbuddet.
- Hans stjernetegn er Kræft.

## Personligt liv
Bobby Murphy er i øjeblikket 36 år gammel og har opnået stor succes som iværksætter. Han bor og arbejder i Los Angeles, hvor han fortsat er involveret i udviklingen af Snapchat og relaterede projekter.